# Mehrfamilienhaus Catharinenstraße 49

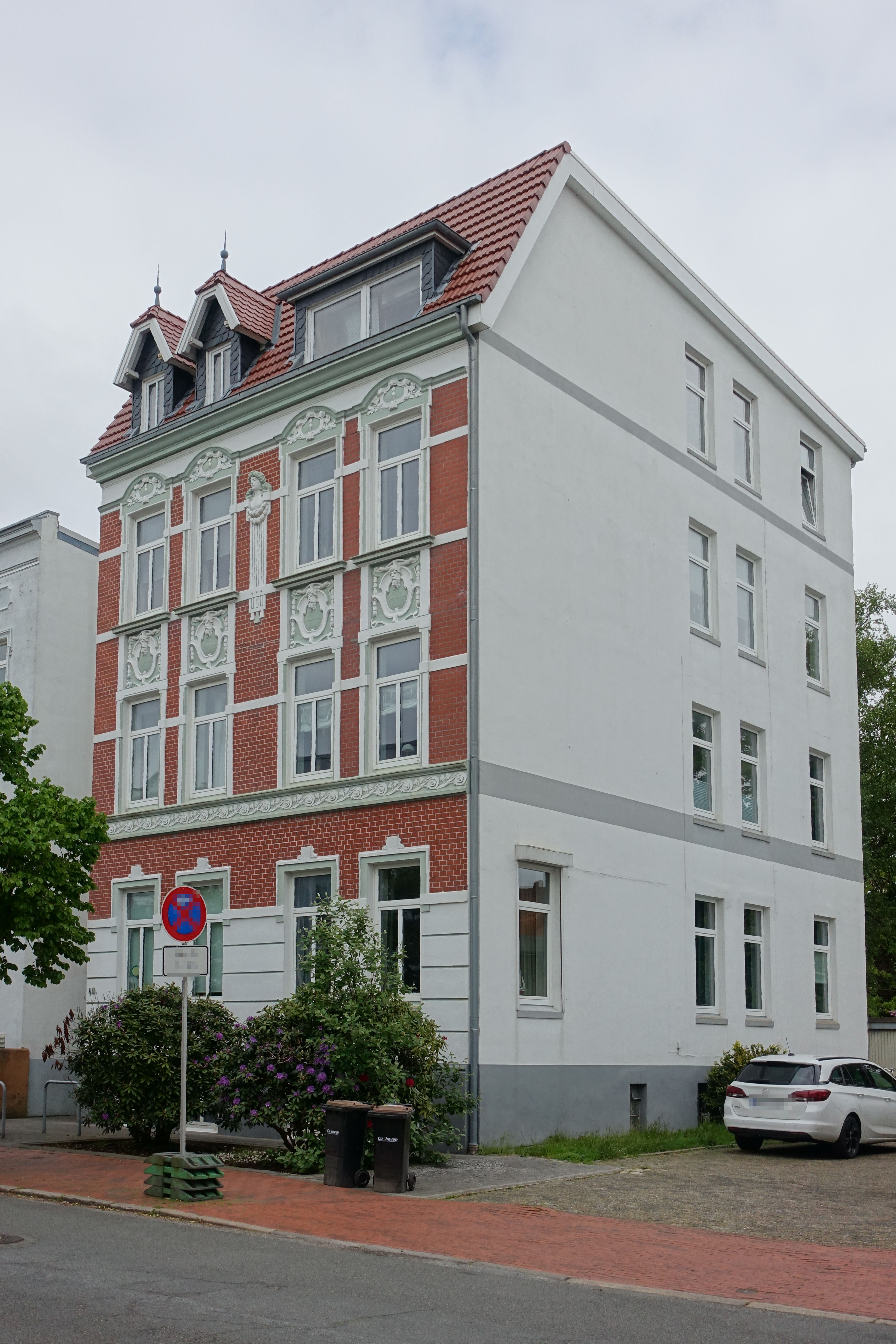
Mehrfamilienhaus Catharinenstraße 49 (2023)

Das Mehrfamilienhaus Catharinenstraße 49 in der niedersächsischen Kreisstadt Cuxhaven im Landkreis Cuxhaven stammt vom Anfang des 20. Jahrhunderts. Aktuell (2024) wird es als Wohnhaus genutzt.
Das Gebäude steht unter Denkmalschutz (siehe auch Liste der Baudenkmale in Cuxhaven).

## Geschichte und Beschreibung
Um 1900 wurde westlich des Grünen Wegs in Cuxhaven ein Wohngebiet auf den Ländereien der Gärtnerei Otto Höpcke neu erschlossen. Stil-, material- und regionstypische ein- bis viergeschossige Bauten der Zeit entstanden. Die Straße entstand 1892/94, die Bürgersteige 1912. Sie wurde nach Catharina Höpcke, der Mutter des Erbauers, benannt.
Das dreigeschossige traufständige vierachsige verklinkerte Gebäude mit Mansard-Flachdach mit zwei Giebelgauben wurde um 1904/10 gebaut. Die aufwendigen symmetrischen Fassaden wurden durch horizontale breite Bänder und Fensterrahmungen gestaltet sowie durch figürliche und florale Motive in Brüstungs- und Sturzzonen. Mittig im zweiten Obergeschoss der Straßenfassade befindet sich eine weibliche Figur in Stuck. Im Erdgeschoss wurde sie in Scheinquaderung verputzt.
Das Haus gehört zu einer Gruppe denkmalgeschützter Wohnhäuser der Catharinenstraße Nr. 2–13, Nr. 17–18, Nr. 23–25, Nr. 46–50 und Nr. 55–64.
Das Landesdenkmalamt befand u. a.: „… Die Wohnsiedlung bietet heute noch das geschlossene Bild eines von schmalen, oft noch durch die originalen Einfriedungen abgegrenzten Vorgärten geprägten Straßenzugs mit offener Wohnbebauung.“